# 高蔵寺 (木更津市)
高蔵寺（こうぞうじ）は、千葉県木更津市にある真言宗豊山派の寺院。山号は平野山（へいやさん）。本尊は聖観世音菩薩であり、坂東三十三観音第30番札所である。通称は高倉観音（たかくらかんのん）。
本尊真言：おん あろりきゃ そわか
ご詠歌：はるばると登りて拝む高倉や 富士にうつろう阿娑婆（あさば）なるらん

## 由緒
用明天皇の代（585年～587年）に徳義が小像の観音菩薩を感得して寺を建立したという。この観音像は、行基が刻んだ観音像に納められているという。

## 藤原鎌足伝説

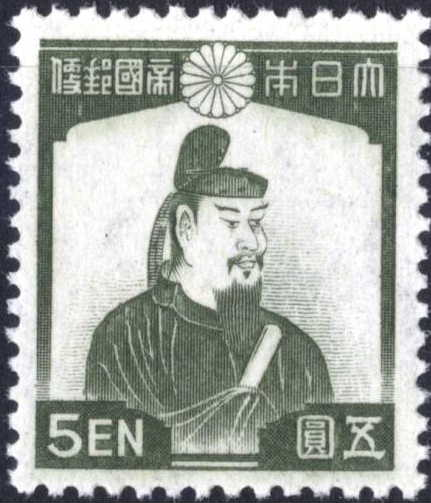
藤原鎌足

昔、矢納郷の有力者だった猪野長官という人物が、40歳あまりになっても子宝に恵まれず、ここの観音に願いをかけたところ、一女を授かった。この娘は予与観と名付けられ、成長したが、この娘もまた良縁がなく嘆いていた。彼女は自分が生を享けたいきさつを父から聞かされ、自分もこの観音にすがったところ、「鹿嶋に行って、日天を拝みなさい」との夢告があり、男子を授かった。これが「鎌子」、後の藤原鎌足であると言われている。
鎌足はその後、この観音を深く崇拝し、七間四面の本堂や阿弥陀堂、三重塔、鐘楼などを建立した。
境内には、大化の改新後の650年7月に鎌足が腰を下ろして休息したと言われる腰掛石がある。また、鎌足が着替えをして衣服を杖にかけたがそのまま杖が忘れられ、その杖が根付いて桜の花をつけたのが鎌足桜だと言われている。

## 伽藍
- 山門
- 観音堂（本堂）
- 鐘楼　など

## 文化財

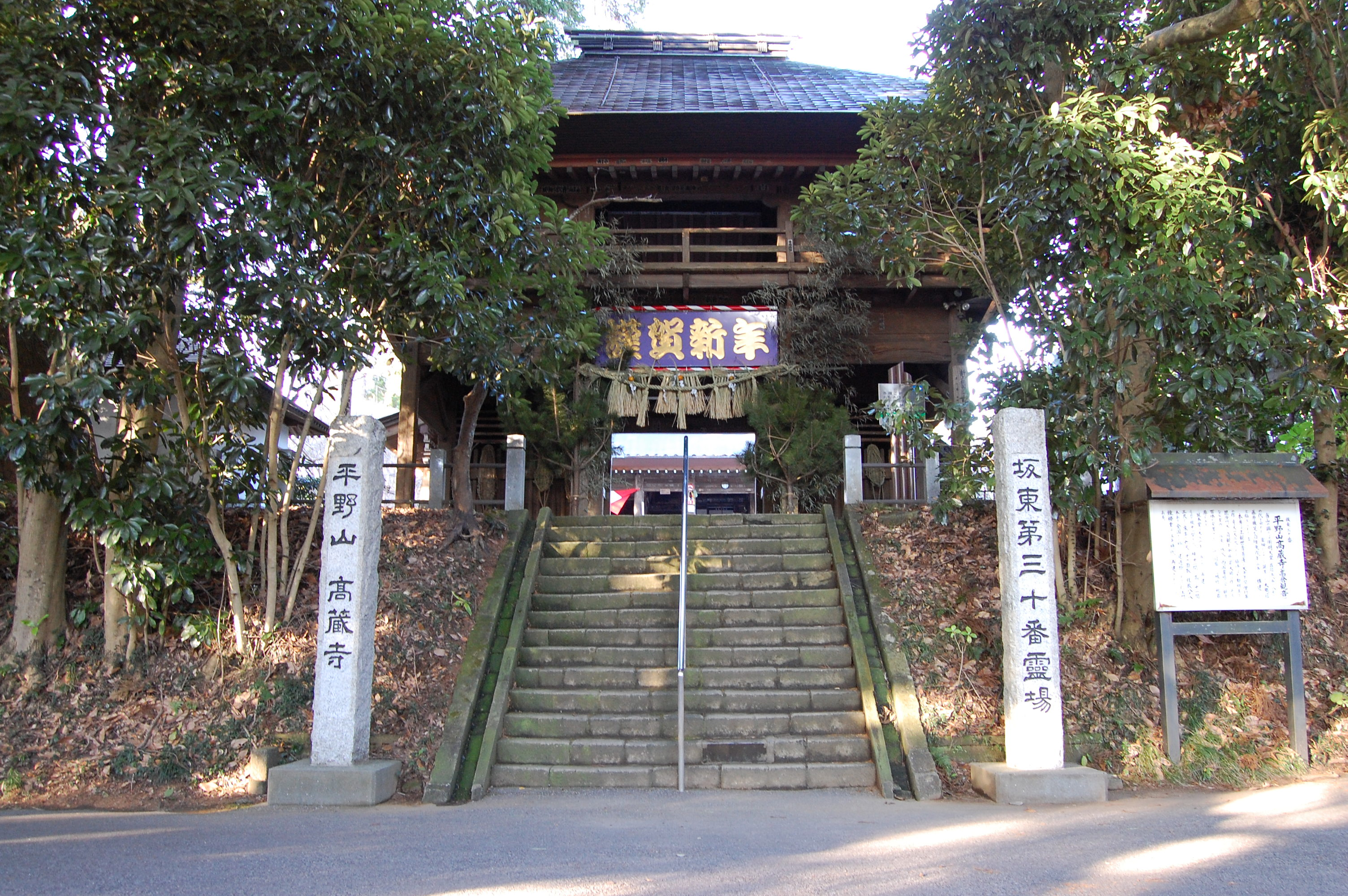
山門（2006年12月31日撮影）

市指定文化財
- 本堂
- 山門
- 鐘楼

## 所在地
- 千葉県木更津市矢那1245

## 前後の札所
坂東三十三観音
29 千葉寺　--　30 高蔵寺　--　31 笠森寺